# Ferdinand Eichwede

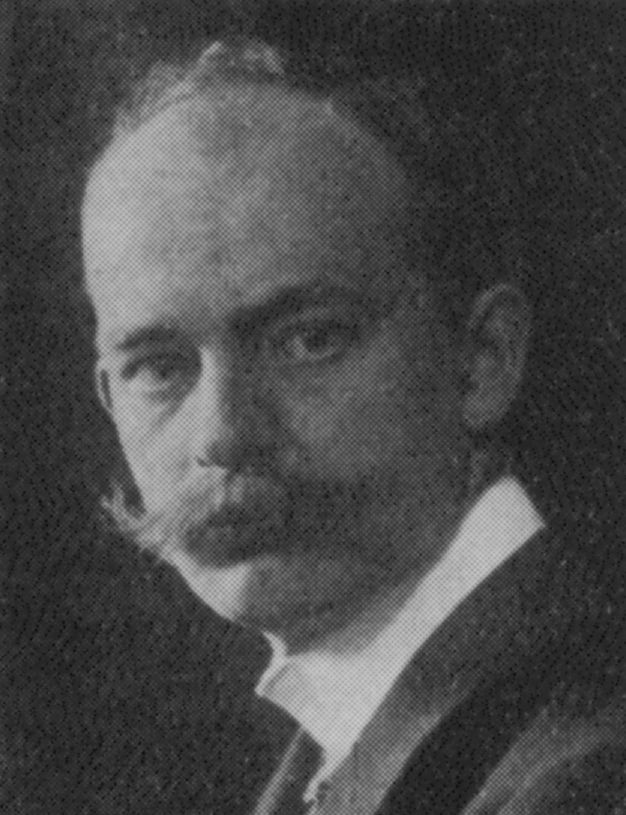
Ferdinand Eichwede

Eduard Karl Ferdinand Eichwede (* 18. Juni 1878 in Hannover; † 1. Mai 1909 ebenda) war ein deutscher Architekt und Hochschullehrer. Er gilt als bedeutendster Vertreter der Neoromanik in Hannover.

## Leben

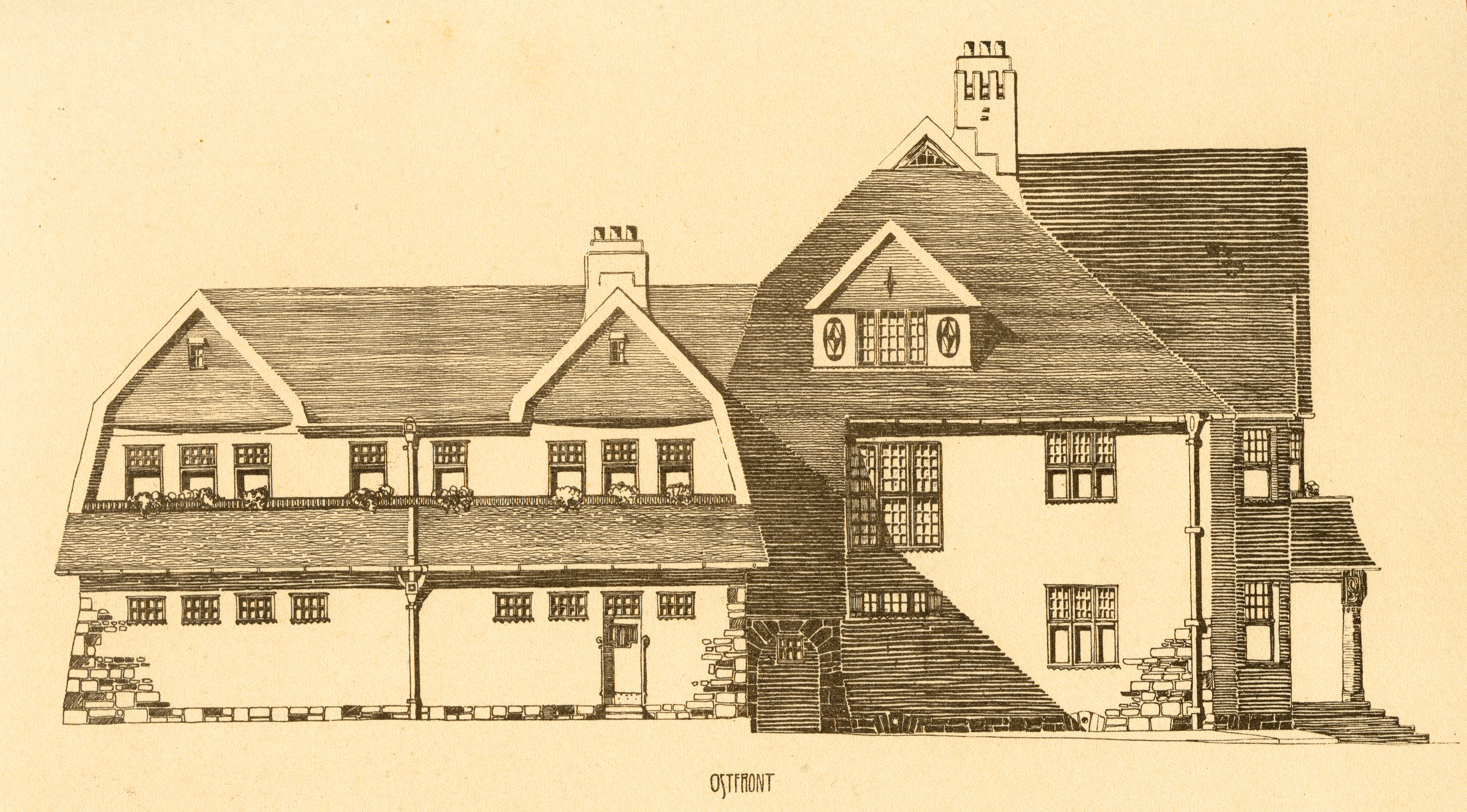
Haghof in Isernhagen, Kircher Bauerschaft (Ansicht, posthum veröffentlicht 1910)

Ferdinand Eichwede war ein Sohn des Architekten und Unternehmers Christian Eichwede (1853–1936), über den wahrscheinlich [ein] familiärer Zusammenhang mit der Königlichen Hofbronzegießerei Bernstorff & Eichwede bestand.
Ferdinand Eichwede studierte von 1897 bis 1901 an der Technischen Hochschule Hannover bei Karl Mohrmann und Heinrich Köhler. Er legte 1901 die Diplom-Hauptprüfung „mit Auszeichnung“ ab und trat im gleichen Jahr der Hannoverschen Bauhütte bei. 1904 wurde er zum Dr.-Ing. promoviert, seine Dissertation behandelte die Baugeschichte des Kaiserstifts in Königslutter. Im selben Jahr schuf er mit der Villa Ebeling „hervorragend sein erstes Werk […], die reichdekorierte Villa für den Kali-Unternehmer Georg Ebeling“.
Ab 1907 lehrte Eichwede als Dozent für „altchristliche und frühmittelalterliche Kunst“ an der Technischen Hochschule Hannover. Neben zahlreichen anderen Bauwerken errichtete er „um 1909“ für seinen Vater eine Villa an der Ellernstraße sowie eine Gruppe von Wohnhäusern – darunter sein eigenes Haus – an der Seelhorststraße.
Ferdinand Eichwede starb 1909 knapp sieben Wochen vor seinem 31. Geburtstag. Er wurde im Familiengrab auf dem Stadtfriedhof Engesohde beigesetzt, Abteilung 9M, Grabnummer 284.

## Werke

### Bauten und Entwürfe

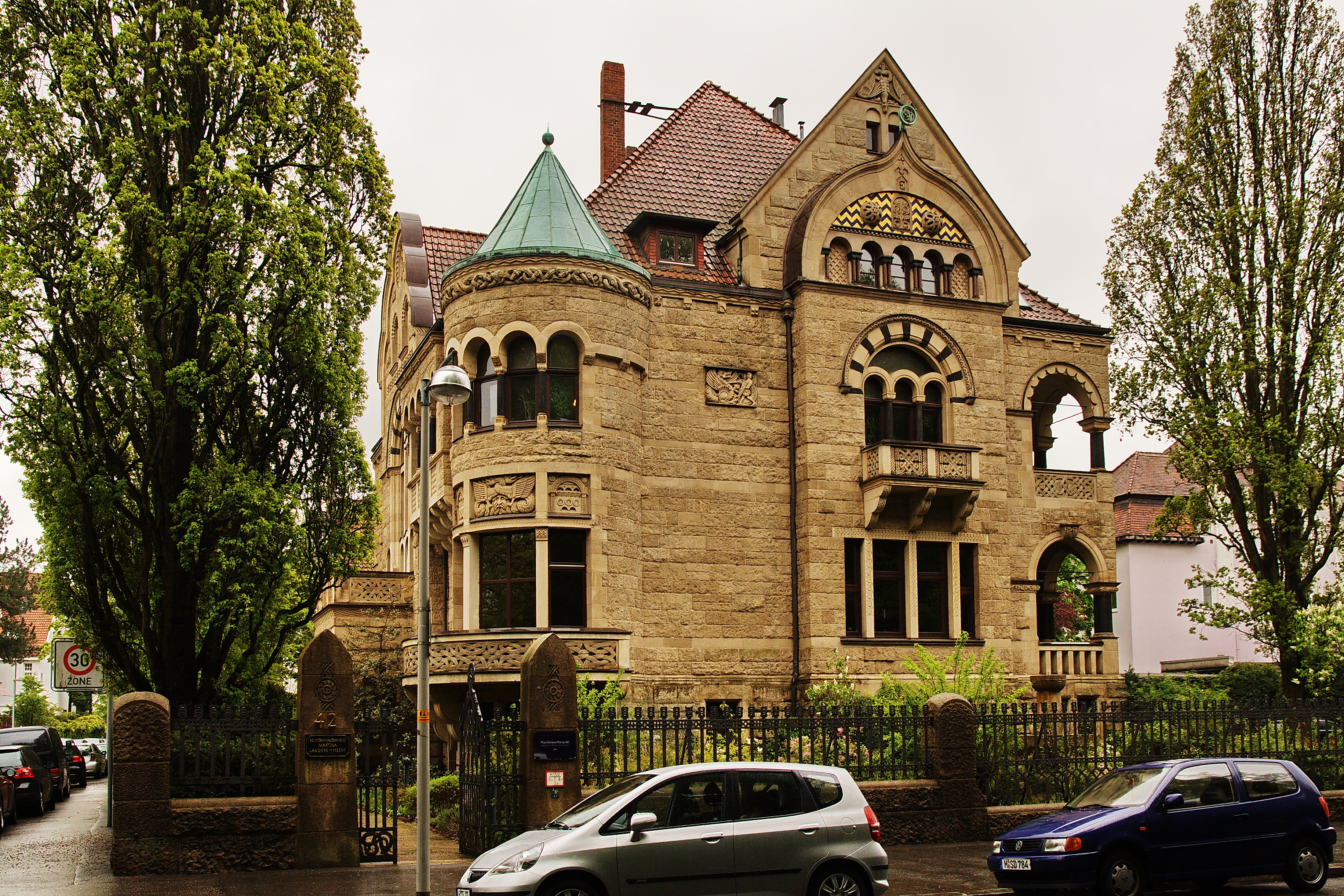
Villa Ebeling für den Kaliunternehmer Georg Ebeling, Hannover, Stadtteil Zoo

- 1903, Hannover, Lüerstraße 2 (früher Nr. 8) Wohnhaus für Wilhelm Klussmann; erhalten[5]
- 1904, Hannover, Loebensteinstraße 42 (früher: Thiergartenstraße und Hindenburgstraße 42), Villa Ebeling für Georg Ebeling; erhalten[6]
- 1904, Hannover, Bemerode, Döhrbruch 106, Villa (Landhaus) Kaiser; erhalten[5]
- 1904, Hannover, Seelhorststraße 16 (früher Nr. 1C), als Wohnhaus (Reihenvilla) für den Architekten selbst
- 1905, Hannover, Hindenburgstraße 45 (früher: Tiergartenstraße 45), Villa für Karl Flemming; nicht erhalten[5]
- 1907, Hannover, Bristoler Straße 2 (früher: Seelhorststraße 18): Villa für Christian Eichwede; teilweise erhalten[5]
- 1908, Hannover, Bristoler Straße 4 (früher: Seelhorststraße 18a): Villa für Georg Hoppenstedt; erhalten[5]
- 1908, Hannover, Engesohder Friedhof: Mausoleum Ebeling; erhalten[5]
- 1908, Hesel: Evangelisch-lutherische Kirche St. Liudgeri; Wettbewerbsentwurf für den Kirchturmbau (3. Preis, nicht ausgeführt), Wettbewerb der „Bauhütte zum weißen Blatt“ in Hannover; die Ausführung erfolgte 1909 nach einem Entwurf des Architekten Walter Saran[5]
- 1908, Delmenhorst: Rathaus (Wettbewerbsentwurf für den Neubau, nicht ausgeführt), Ausführung 1910–1914, nach einem Entwurf des Architekten Heinz Stoffregen, Aufteilung des Rathausplatzes nach einem Entwurf des Architekten Gerrit Emmingmann[5]
- um 1908–1909 Hannover, Seelhorststraße 16, 18 und 20 (früher Nr. 1c, 1d und 1e): Wohnhausgruppe (drei Reihenvillen); alle drei Häuser erhalten. Das Haus in der Seelhorststraße 16 (früher Nr. 1c) war das eigene Wohnhaus von Ferdinand Eichwede.[5]
- 1909–1910, Isernhagen-Kircher Bauerschaft, Dorfstraße 2 und 2a: Villa Haghof für Alma Eichwede; erhalten; Landhaus, Gärtnerwohnhaus und Wirtschaftsgebäude[5]
- um 1909, Hannover, Ellernstraße 11 (früher Nr. 24): Wohnhaus (Reihenvilla) für Fr. Hohlt; erhalten[5]
- um 1909, Hannover, Seelhorststraße 14 (früher: Ellernstraße 25/Ecke Seelhorststraße): Villa Kaiser; erhalten[5]
- 1909, Borkum, Strandstraße 26: Villa für den Bade- und Inselarzt Dr. med. Kok; erhalten[5]
- Hannover, Heinrichstraße 35: Haus Albrecht; nicht erhalten[5]
- Harburg: Entwurf für die Eisenbahnbrücke über die Süderelbe[5]
- Heggendorf/Thüringen: Verwaltungsgebäude der Gewerkschaft Heggendorf[5]
- Roßleben: Pförtnerhaus der Gewerkschaft[5]

### Schriften
- Beiträge zur Baugeschichte der Kirche des kaiserlichen Stiftes zu Königslutter, Hannover 1904 (Dissertation)
- Germanische Frühkunst: Vorlesungen des Dozenten Dr. Ing. Ferdinand Eichwede an der Königlich Technischen Hochschule zu Hannover 1907-8, Hannover 1907, Vorschau über Google-Bücher
- mit Karl Mohrmann: Germanische Frühkunst, 2 Bände, Leipzig 1906/1907
- Architekturen, Reisestudien, Radierungen und Handzeichnungen. Aus dem künstlerischen Nachlass von Dr.-Ing. Ferdinand Eichwede, Berlin 1910